# Outer-Art
 (juillet 2009).
Si vous disposez d'ouvrages ou d'articles de référence ou si vous connaissez des sites web de qualité traitant du thème abordé ici, merci de compléter l'article en donnant les références utiles à sa vérifiabilité et en les liant à la section « Notes et références ».
 (juin 2014).
 (juin 2014).
Améliorez-le ou discutez des points à vérifier. 
Outer-Art est un mouvement créé par Florentin Smarandache en 1990 comme un protest contre l'Art moderne à tout hasard, où n'importe quoi signifiait art. Donc, il plaide pour créer l'art à l'envers : c’est-à-dire, le plus mauvais possible, le plus erroné possible, et généralement le plus impossible que possible!
Dr. Smarandache a publié deux tels (outer-)albums, le dernier s’appelle "L’oUTER-aRT, le Pire Possible Art dans le Monde !" (2002).
Les extraits de son (outer-)art théorie :
« La façon de comment ne pas écrire, qui est un emblème de paradoxisme, fut ultérieurement prolongée à la façon de comment ne pas peindre, comment ne pas concevoir, comment ne pas sculpter, jusqu'à la façon de comment ne pas agir, ou comment ne pas chanter, ou comment ne pas chanter – ainsi : tout renversé. Seulement les adjectifs négatifs sont dans l’outer-art, totalement terribles et sans intérêts ; dégoûtant, exécrable, l'art d'échec ; tableaux d'ordures : de froissé, salir, papier maculé, déchiré et déchiqueté ; utilisant des anti-couleurs et non-couleurs, du naturalisisme : de la mèche, crachat, urine, fèces, n'importe quel gaspillage ; art mal évalué ; art automatique, art négligé, miteux, vilain, poussé des huées, chaotique, vain, paresseux et inadéquat ; obscur, quelconque, art de syncopal ; para-art ; ridicule, étrange, stupide, l'art de taré, l'art dans-déterministe, incohérent, terne et inégal... comme fait par n'importe quel singe !… le pire le mieux ! »
Les deux albums d'outer-art, des manifestes et anti-manifestes, des essais, des entretiens, ensemble avec une petite Galerie d'Outer-Art sont dans le lien en bas.